# Gran Premio d'Olanda 1981
Il Gran Premio d'Olanda 1981 è stata la dodicesima prova della stagione 1981 del Campionato mondiale di Formula 1. Si è corsa domenica 30 agosto 1981 sul Circuito di Zandvoort. La gara è stata vinta dal francese Alain Prost su Renault; per il vincitore si trattò del secondo successo nel mondiale. Ha preceduto sul traguardo il brasiliano Nelson Piquet su Brabham-Ford Cosworth e l'australiano Alan Jones su Williams-Ford Cosworth.

## Vigilia

### Sviluppi futuri
Riccardo Patrese era vicino alla firma dell'accordo con la Brabham per la stagione 1982; il padovano abbandonava così l'Arrows, con la quale aveva disputato 4 stagioni, dal 1978 al 1981. Venne inoltre prospettato il passaggio dell'altro pilota italiano Elio De Angelis, impegnato alla Lotus, all'Alfa Romeo. Essendo l'Alfa un team non legato alla FOCA il pilota romano non avrebbe dovuto pagare nessuna penale a Colin Chapman, patron della Lotus. De Angelis avrebbe preso il posto di Mario Andretti, vicino al ritorno negli Stati Uniti d'America, mentre venne confermato dall'Alfa l'altro pilota Bruno Giacomelli. Anche la Renault confermò entrambi i piloti, nonostante nelle settimane precedenti la corsa fossero emersi dubbi sulla permanenza di Alain Prost, che aveva richiesto uno stipendio annuo di due milioni di dollari. Le cifre del rinnovo, in realtà, erano di un milione di dollari.
Il direttore del RAC Basil Tye si candidò alla presidenza della Federazione Internazionale Sport Automobilistico, per sostituire Jean-Marie Balestre.

### Aspetti tecnici
La Williams inviò reclamo nei confronti della Ligier JS17 accusata di utilizzare delle bandelle non regolamentari. L'Alfa Romeo fu la squadra più attiva sul fronte delle innovazioni tecniche: oltre ad aver impiegato nuovamente la versione C della 179, ma col solo Bruno Giacomelli, sulla monoposto di Andretti furono apportate dal nuovo progettista Gérard Ducarouge, tra cui dei cerchioni più grandi e alcune migliorie aerodinamiche. Anche la Toleman portò diverse novità, tra cui un nuovo telaio più leggero di una quarantina di chili, un nuovo profilo posteriore della vettura, lo spostamento del radiatore e le nuove turbine Garrett. La Fittipaldi Automotive era intanto passata agli pneumatici Pirelli e conseguentemente dovette modificare le sospensioni. Minori i cambiamenti effettuati dagli altri team: Ligier, Williams e McLaren portarono nuovi telai con alcune modifiche aerodinamiche, la March presentò una monoposto con una carreggiata più larga, mentre la Renault utilizzò un nuovo alettone anteriore dalla forma più affusolata. La Arrows modificò invece l'alettone posteriore, mentre la Theodore si limitò a modificare le sospensioni, così come la Brabham.
Ferrari, Osella, ATS, Ensign e Lotus non portarono alcuna novità, limitandosi a modificare gli assetti delle vetture.

### Aspetti sportivi
Le condizioni fisiche di Didier Pironi (stiramento muscolare alla schiena dovuto a un passaggio su un motoscafo offshore), che già lo avevano menomato nel corso del Gran Premio d'Austria, misero in dubbio la partecipazione del pilota francese al gran premio.
Dopo una gara d'assenza tornò nel circus la Fittipaldi, che abbandonò le Michelin per le Pirelli. La Renault festeggiò il centesimo gran premio alla quale partecipava.
Nella settimana precedente la gara vi furono delle prove presso l'Autodromo nazionale di Monza, alla quale parteciparono molte scuderie. Il miglior tempo fu di Alan Jones che ottenne il nuovo record ufficioso sulla pista brianzola. Anche il Circuito di Zandvoort fu teatro di prove: John Watson uscì di pista ad alta velocità, ma risultò incolume.

## Prove libere

### Resoconto

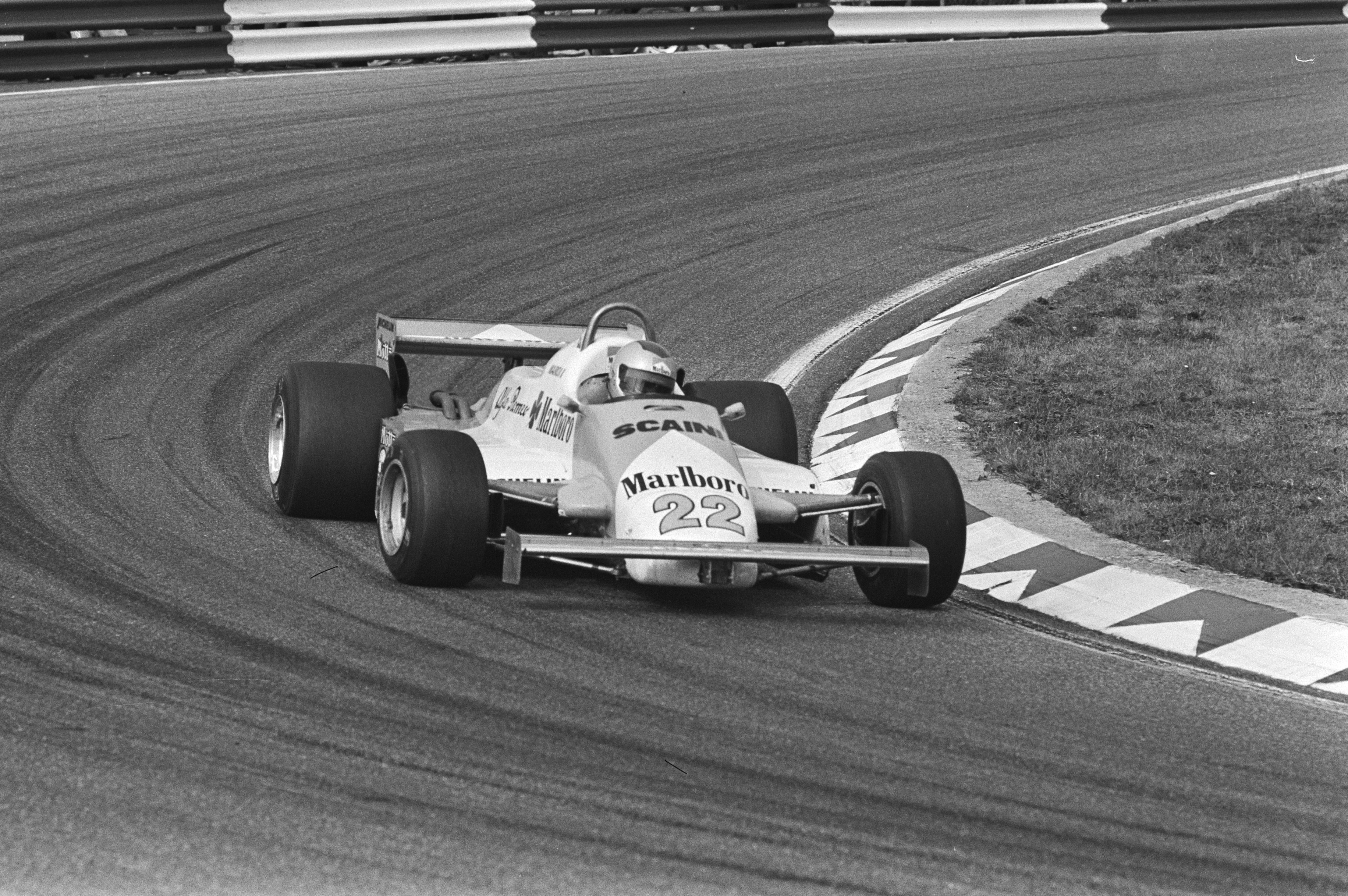
Mario Andretti alla guida della sua 179D. Dopo le ultime modifiche l'italoamericano apparve molto a suo agio nelle prove libere, staccando il terzo tempo al sabato.

Le libere del venerdì mattina si svolsero in condizioni di tempo soleggiato. Dopo quindici minuti, in cui comunque nessuno aveva fatto segnare tempi di rilievo, le prove vennero sospese, visto l'incendio scoppiato sulla vettura di Patrick Tambay lungo il rettilineo principale. Domato il fuoco e ripulita la pista la sessione riprese regolarmente. Fu Alan Jones a segnare il miglior tempo, anche se venne costretto ad utilizzare il muletto per la parte finale delle prove. Diversi i piloti afflitti da guai tecnici come Derek Warwick e Marc Surer, mentre Pironi e Gabbiani furono protagonisti di due uscite di pista, con il secondo che danneggiò la sua monoposto in maniera tale da non poter prendere parte alle qualifiche del pomeriggio.
Le prove libere del sabato mattina vennero ritardate per la necessità di pulire il tracciato da delle scritte fatte dai tifosi durante la notte. A causa di un peggioramento delle condizioni climatiche la pista era umida e nei primi minuti alcuni piloti uscirono pure con gomme da bagnato. Anche a causa di ciò il tracciato era meno performante rispetto alla giornata precedente. Reutemann ottenne il miglior tempo, mentre terzo fu Andretti con un'Alfa revitalizzata. In seria difficoltà, invece, le Ferrari alle prese con vari guai aerodinamici e tecnici e la Williams. Alboreto rimase nuovamente vittima di un guasto che già lo aveva colpito il giorno precedente.

## Qualifiche

### Resoconto

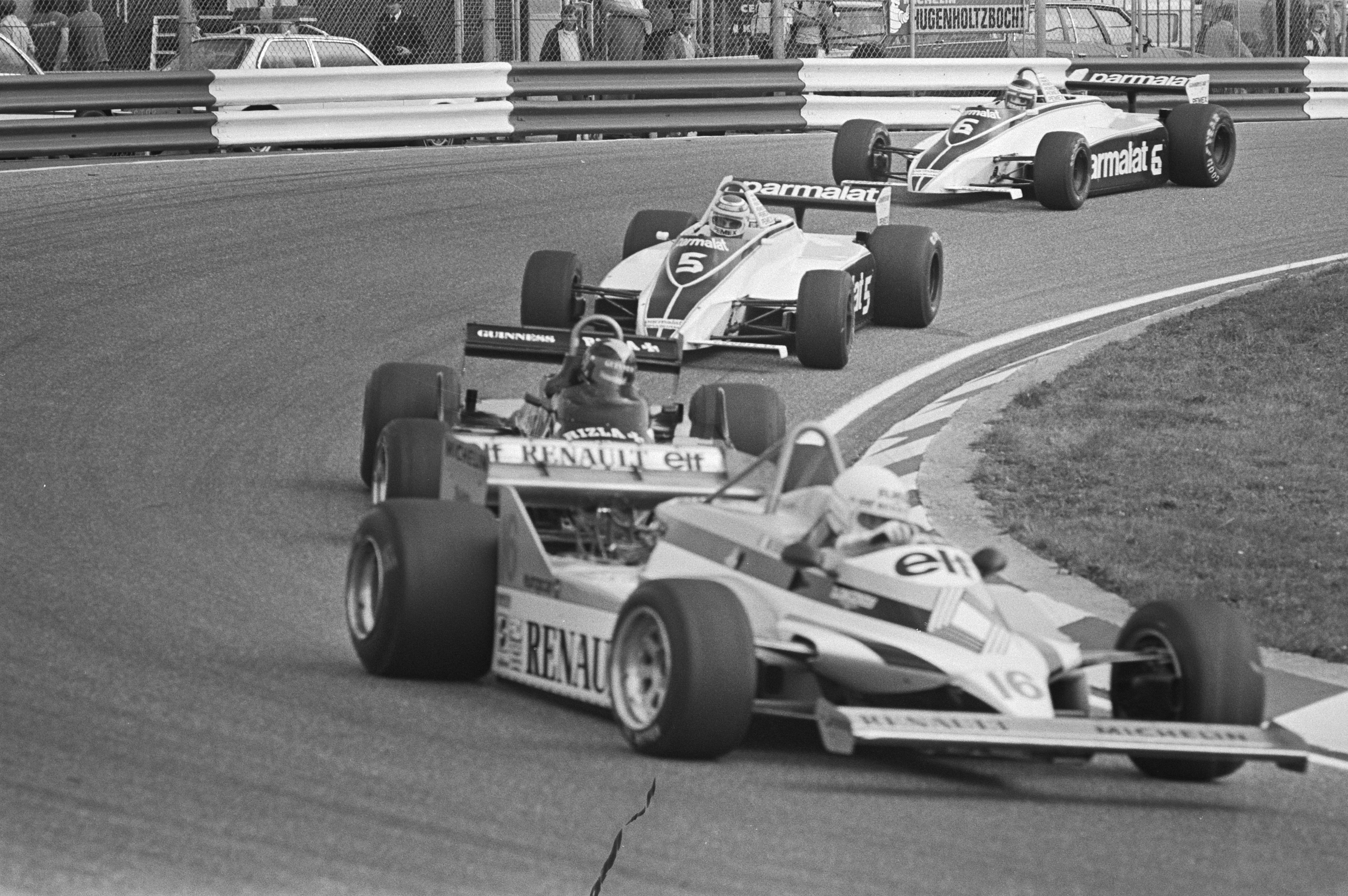
La vettura di René Arnoux che precede Derek Daly e le due Brabham di Nelson Piquet e Héctor Rebaque durante le prove del venerdì.

Al venerdì le Renault confermarono la loro competitività in qualifica piazzando primo René Arnoux (in 1'18"255) e secondo Alain Prost. I due francesi precedettero le due Williams, che sfruttarono al meglio le nuove coperture anteriori della Goodyear, e Nelson Piquet, in difficoltà e che registrò anche la rottura del propulsore. Si riscontrarono dei miglioramenti nel piazzamento delle Alfa Romeo, ottava e nona, mentre fecero fatica le due Ferrari. In difficoltà anche le Lotus, con Mansell sedicesimo e De Angelis costretto a correre col muletto diciannovesimo, e Michele Alboreto, che dovette utilizzare per buona parte delle qualifica il telaio dell'anno precedente e poté utilizzare la 011 solo nel finale, risultando quindi tra i non qualificati insieme a Marc Surer, Derek Warwick e le due Fittipaldi.
Al sabato Prost fu capace di ribaltare la classifica e con 1'18"176 ottenne la seconda pole position iridata della carriera. La seconda fila e la terza fila furono monopolizzate dai piloti che lottavano per il titolo: Nelson Piquet, le due Williams e Jacques Laffite. Nel corso delle prove Andrea De Cesaris fu autore di un'uscita di pista senza conseguenze fisiche.

### Risultati
I risultati delle qualifiche furono i seguenti:
| Pos | Nº | Pilota             | Costruttore              | Tempo    | Griglia |
| --- | -- | ------------------ | ------------------------ | -------- | ------- |
| 1   | 15 | Alain Prost        | Renault                  | 1'18"176 | 1       |
| 2   | 16 | René Arnoux        | Renault                  | 1'18"255 | 2       |
| 3   | 5  | Nelson Piquet      | Brabham-Ford Cosworth    | 1'18"652 | 3       |
| 4   | 1  | Alan Jones         | Williams-Ford Cosworth   | 1'18"672 | 4       |
| 5   | 2  | Carlos Reutemann   | Williams-Ford Cosworth   | 1'18"844 | 5       |
| 6   | 26 | Jacques Laffite    | Ligier-Matra             | 1'19"018 | 6       |
| 7   | 22 | Mario Andretti     | Alfa Romeo               | 1'19"040 | 7       |
| 8   | 7  | John Watson        | McLaren-Ford Cosworth    | 1'19"312 | 8       |
| 9   | 12 | Elio De Angelis    | Lotus-Ford Cosworth      | 1'19"738 | 9       |
| 10  | 29 | Riccardo Patrese   | Arrows-Ford Cosworth     | 1'19"864 | 10      |
| 11  | 25 | Patrick Tambay     | Ligier-Matra             | 1'19"979 | 11      |
| 12  | 28 | Didier Pironi      | Ferrari                  | 1'20"248 | 12      |
| 13  | 8  | Andrea De Cesaris  | McLaren-Ford Cosworth    | 1'20"377 | NP      |
| 14  | 23 | Bruno Giacomelli   | Alfa Romeo               | 1'20"384 | 14      |
| 15  | 6  | Héctor Rebaque     | Brabham-Ford Cosworth    | 1'20"547 | 15      |
| 16  | 27 | Gilles Villeneuve  | Ferrari                  | 1'20"595 | 16      |
| 17  | 11 | Nigel Mansell      | Lotus-Ford Cosworth      | 1'20"663 | 17      |
| 18  | 32 | Jean-Pierre Jarier | Osella-Ford Cosworth     | 1'21"086 | 18      |
| 19  | 17 | Derek Daly         | March-Ford Cosworth      | 1'21"391 | 19      |
| 20  | 33 | Marc Surer         | Theodore-Ford Cosworth   | 1'21"454 | 20      |
| 21  | 30 | Siegfried Stohr    | Arrows-Ford Cosworth     | 1'21"568 | 21      |
| 22  | 3  | Eddie Cheever      | Tyrrell-Ford Cosworth    | 1'21"698 | 22      |
| 23  | 9  | Slim Borgudd       | ATS-Ford Cosworth        | 1'21"760 | 23      |
| 24  | 14 | Eliseo Salazar     | Ensign-Ford Cosworth     | 1'22"024 | 24      |
| NQ  | 4  | Michele Alboreto   | Tyrrell-Ford Cosworth    | 1'22"030 | 25      |
| NQ  | 35 | Brian Henton       | Toleman-Hart             | 1'22"226 | NQ      |
| NQ  | 20 | Keke Rosberg       | Fittipaldi-Ford Cosworth | 1'23"518 | NQ      |
| NQ  | 21 | Chico Serra        | Fittipaldi-Ford Cosworth | 1'23"613 | NQ      |
| NQ  | 31 | Beppe Gabbiani     | Osella-Ford Cosworth     | 1'23"899 | NQ      |
| NQ  | 36 | Derek Warwick      | Toleman-Hart             | 1'24"028 | NQ      |

## Gara

### Resoconto
Andrea De Cesaris non partecipò alla gara. Dopo aver danneggiato la sua McLaren, nel corso delle prove del sabato, la scuderia decise di non farlo correre, pur avendo a disposizione il muletto. Il suo posto venne lasciato libero nella griglia di partenza e venne ripescato Michele Alboreto, primo dei non qualificati.
Alain Prost mantenne il comando della gara in partenza, precedendo René Arnoux, Alan Jones, Nelson Piquet, Jacques Laffite e Carlos Reutemann. Alla partenza vi fu un incidente per Gilles Villeneuve che toccò le vetture di Patrese e Giacomelli, che stavano battagliando fra loro. Villeneuve finì nelle protezioni alla prima curva.
La gara vide il dominio iniziale di Prost, non seguito però dal suo compagno di scuderia che scontò una perdita di potenza del propulsore e fu costretto a cedere diverse posizioni, fino a retrocedere in settima.
Al giro 19 Carlos Reutemann attaccò Jacques Laffite. Alla curva Tarzan l'argentino tentò la staccata ma Laffite non lasciò varchi: i due si toccarono e furono costretti al ritiro. Entrarono in zona punti Héctor Rebaque e Elio De Angelis, mentre settimo era Jean-Pierre Jarier dell'Osella. Pochi giri dopo Jones passò Prost, complice un'indecisione nel corso di un doppiaggio (come successo a Hockenheim), ma subito sul rettilineo principale Prost recuperò la testa della corsa. Da qui in poi il degrado delle coperture eliminò le possibilità di Jones di insidiare ancora Prost. La bella gara di Jarier si interruppe al ventinovesimo giro per un guasto alla trasmissione.
Al cinquantesimo giro si ritirò John Watson a causa di un guasto all'impianto elettrico mentre era quarto dietro a Piquet. Al 56º passaggio Eliseo Salazar passò Marc Surer entrando in zona punti mentre lo svizzero cedette poi anche a Michele Alboreto. Al giro 62 Mario Andretti uscì a 250 km/h senza però riportare danni gravi alla persona. Al giro 68 Nelson Piquet guadagnò ancora una posizione passando Jones, e ponendosi secondo.
Alain Prost vinse il suo secondo gran premio della carriera, precedendo Piquet, Jones, Rebaque, De Angelis e il cileno Salazar. Il primo punto per il pilota dell'Ensign coincide con l'ultimo della sua scuderia nel mondiale.

### Risultati
I risultati del gran premio furono i seguenti:
| Pos | No | Pilota             | Costruttore              | Giri | Tempo/Ritiro               | Pos. Griglia | Punti |
| --- | -- | ------------------ | ------------------------ | ---- | -------------------------- | ------------ | ----- |
| 1   | 15 | Alain Prost        | Renault                  | 72   | 1h40'22"43                 | 1            | 9     |
| 2   | 5  | Nelson Piquet      | Brabham-Ford Cosworth    | 72   | + 8"24                     | 3            | 6     |
| 3   | 1  | Alan Jones         | Williams-Ford Cosworth   | 72   | + 35"50                    | 4            | 4     |
| 4   | 6  | Héctor Rebaque     | Brabham-Ford Cosworth    | 71   | + 1 giro                   | 15           | 3     |
| 5   | 11 | Elio De Angelis    | Lotus-Ford Cosworth      | 71   | + 1 giro                   | 9            | 2     |
| 6   | 14 | Eliseo Salazar     | Ensign-Ford Cosworth     | 70   | + 2 giri                   | 24           | 1     |
| 7   | 30 | Siegfried Stohr    | Arrows-Ford Cosworth     | 69   | + 3 giri                   | 21           |       |
| 8   | 33 | Marc Surer         | Theodore-Ford Cosworth   | 69   | + 3 giri                   | 20           |       |
| 9   | 4  | Michele Alboreto   | Tyrrell-Ford Cosworth    | 68   | Motore                     | 25           |       |
| 10  | 9  | Slim Borgudd       | ATS-Ford Cosworth        | 68   | + 4 giri                   | 23           |       |
| Rit | 22 | Mario Andretti     | Alfa Romeo               | 62   | Incidente                  | 7            |       |
| Rit | 7  | John Watson        | McLaren-Ford Cosworth    | 50   | Iniezione                  | 8            |       |
| Rit | 3  | Eddie Cheever      | Tyrrell-Ford Cosworth    | 46   | Sospensione                | 22           |       |
| Rit | 32 | Jean-Pierre Jarier | Osella-Ford Cosworth     | 29   | Trasmissione               | 18           |       |
| Rit | 16 | René Arnoux        | Renault                  | 21   | Motore                     | 2            |       |
| Rit | 23 | Bruno Giacomelli   | Alfa Romeo               | 19   | Foratura                   | 14           |       |
| Rit | 26 | Jacques Laffite    | Ligier-Matra             | 18   | Collisione con C.Reutemann | 6            |       |
| Rit | 2  | Carlos Reutemann   | Williams-Ford Cosworth   | 18   | Collisione con J.Laffite   | 5            |       |
| Rit | 29 | Riccardo Patrese   | Arrows-Ford Cosworth     | 16   | Sospensione                | 10           |       |
| Rit | 17 | Derek Daly         | March-Ford Cosworth      | 5    | Sospensione                | 19           |       |
| Rit | 28 | Didier Pironi      | Ferrari                  | 4    | Collisione con R.Patrese   | 12           |       |
| Rit | 12 | Nigel Mansell      | Lotus-Ford Cosworth      | 1    | Motore                     | 17           |       |
| Rit | 25 | Patrick Tambay     | Ligier-Matra             | 1    | Collisione alla partenza   | 11           |       |
| Rit | 27 | Gilles Villeneuve  | Ferrari                  | 0    | Collisione alla partenza   | 16           |       |
| NP  | 8  | Andrea De Cesaris  | McLaren-Ford Cosworth    |      | Vettura non disponibile    |              |       |
| NQ  | 35 | Brian Henton       | Toleman-Hart             |      |                            |              |       |
| NQ  | 20 | Keke Rosberg       | Fittipaldi-Ford Cosworth |      |                            |              |       |
| NQ  | 21 | Chico Serra        | Fittipaldi-Ford Cosworth |      |                            |              |       |
| NQ  | 31 | Beppe Gabbiani     | Osella-Ford Cosworth     |      |                            |              |       |
| NQ  | 36 | Derek Warwick      | Toleman-Hart             |      |                            |              |       |

## Classifiche

### Piloti
| Pos. | Pilota            | Punti |
| ---- | ----------------- | ----- |
| 1    | Nelson Piquet     | 45    |
| 2    | Carlos Reutemann  | 45    |
| 3    | Jacques Laffite   | 34    |
| 4    | Alan Jones        | 31    |
| 5    | Alain Prost       | 28    |
| 6    | Gilles Villeneuve | 21    |
| 7    | John Watson       | 21    |
| 8    | René Arnoux       | 11    |
| 9    | Héctor Rebaque    | 11    |
| 10   | Riccardo Patrese  | 10    |
| 11   | Eddie Cheever     | 10    |
| 12   | Elio De Angelis   | 10    |
| 13   | Didier Pironi     | 7     |
| 14   | Nigel Mansell     | 5     |
| 15   | Marc Surer        | 4     |
| 16   | Mario Andretti    | 3     |
| 17   | Patrick Tambay    | 1     |
| =    | Andrea De Cesaris | 1     |
| =    | Slim Borgudd      | 1     |
| =    | Eliseo Salazar    | 1     |

### Costruttori
| Pos. | Team                   | Punti |
| ---- | ---------------------- | ----- |
| 1    | Williams-Ford Cosworth | 76    |
| 2    | Brabham-Ford Cosworth  | 56    |
| 3    | Renault                | 39    |
| 4    | Ligier-Matra           | 34    |
| 5    | Ferrari                | 28    |
| 6    | McLaren-Ford Cosworth  | 22    |
| 7    | Lotus-Ford Cosworth    | 15    |
| 8    | Arrows-Ford Cosworth   | 10    |
| 9    | Tyrrell-Ford Cosworth  | 10    |
| 10   | Ensign-Ford Cosworth   | 5     |
| 11   | Alfa Romeo             | 3     |
| 12   | Theodore-Ford Cosworth | 1     |
| =    | ATS-Ford Cosworth      | 1     |